# Хонолулу (окръг)
Окръг Хонолулу (на английски: Honolulu County) е окръг в щата Хаваи, Съединени американски щати. Площта му е 5509 km², а населението - 876 156 души (2000). Административен център е град Хонолулу.